# Kenneth Løvlien
Kenneth Løvlien (18 febbraio 1978) è un ex calciatore norvegese, di ruolo attaccante.

## Carriera

### Club
Løvlien giocò nello Ski, per poi passare al Moss. Contribuì alla promozione del campionato 1997, così poté debuttare nella Tippeligaen in data 13 aprile 1998, quando fu titolare nel successo per 0-1 sul campo del Brann. Il 26 aprile 1998 segnò la prima rete nella massima divisione norvegese, nella sconfitta per 2-1 contro il Bodø/Glimt.